# 醍醐輝久
醍醐 輝久（だいご てるひさ）は、江戸時代中期から後期の公卿、廷臣。

## 概要
後桃園天皇（118代）・光格天皇（119代）の二帝にわたって仕え、官位は正二位・権大納言まで昇った。

## 生涯
父・経胤の死後、醍醐家当主となった義兄の兼純（経胤の養子）、実兄の冬香（兼純の養嗣子）がいずれも早世し、安永元年（1772年）冬香の死に伴い家督を継ぎ、同年叙爵。以降清華家当主として速いスピードで昇進し、侍従・右近衛権少将・左近衛権中将をへて、安永5年（1776年）に従三位に達して公卿に列する。その後、踏歌節会外弁・権中納言を経て、寛政元年（1789年）に権大納言となり、享和元年（1801年）に職を辞した。同年中に薨去。享年42。

## 家族・親族
- 父：醍醐経胤[1]
- 母：お升（宗義誠の娘）
- 養父：醍醐冬香
- 妻：蜂須賀幸子（蜂須賀重喜の娘）（一条輝良の養女）
  - 長男：醍醐輝弘（1791-1859）
  - 次男：四条隆生（1792-1857） - 正室は仙石久道の娘。側室との子に四条隆謌、四条隆平
  - 長女：醍醐信子 - 徳大寺実堅室

## 系譜

### 醍醐家
醍醐家は、一条昭良の子である醍醐冬基を始祖とし、清華家の一つであった。

### 皇室との関係
後陽成天皇の男系五世子孫（来孫）である。後陽成天皇の第九皇子で一条家を継いだ一条昭良の男系後裔。

詳細は皇別摂家#系図も参照のこと。